# あびゅうきょ
あびゅうきょ（Abyukyo、1959年12月25日 - ）は日本の漫画家。男性。東京都杉並区出身。帝京大学法学部卒業。血液型はO型。本名は安部幸雄。同人誌はサークル「あびゅうきょ工房」（「亜風紀代」名義）で個人執筆。

## 経歴
子どもの頃はあまり漫画を読まず、唯一買った単行本であるあすなひろしの『青い空を、白い雲がかけてった』が自身の漫画のルーツだという。漫画よりもむしろアニメに影響を受け、はじめは『鉄人28号』、中学時代は『宇宙戦艦ヤマト』、大学では『未来少年コナン』に魅了された。
帝京大学在学時にサークルで漫画を描き始め、1982年に『火山観測所』で「リュウ」（徳間書店）にてデビュー。因に当時、この編集部にはフリーエディターとして大塚英志がいた。
その後はしばらく「リュウ」や「プチアップルパイ」で活動。「プチアップルパイ」に掲載された少女戦記作品を主にした初の商業単行本『彼女たちのカンプグルッペ』が1987年3月5日に大和書房から発刊される。企画は大塚英志＋CANDY HOUSE。装丁は神崎夢現。トーンを使わず「線で世界を光と影に分かつ」銅版画のような作風と共に「戦争と少女を描き続ける異色作家」とも評された。
1987年からは講談社『コミックモーニング』のオールカラーコミックシリーズに執筆陣の一人として参加。1989年11月にそのオールカラーコミックス作品単行本『快晴旅団』を発表。その後もコミックモーニングパーティー増刊等にシリーズ作品『風の中央鉄道』等を発表する。後に2004年に電子書籍化。
これとは別に1989年5月より徳間書店「コミックバンバン」増刊「新ワイルド7」にあびゅうきょ初の長篇連載漫画『ジェットストリームミッション』を連載開始。第7話からは徳間書店「月刊ヤングメタル」、第9話からは日本出版社「コンバットコミック」に掲載誌を変えながら続行。1995年1月に日本出版社から単行本化された。
一方、メジャー誌での活動も続行し、1995年からはコミックモーニングオンラインにて『阿佐ヶ谷誘覧』を掲載開始。1999年よりあびゅうきょ公式ホームページにて閲覧可能。
1994年から自費出版活動にも着手。学漫時代の作品を集めた『偏西風78』を発表。「細密描写による独特のスタイル」は自費出版でも受け継がれた。また当時様々なクリエーターに影響を与えた『新世紀エヴァンゲリオン』に傾倒、アンソロジー、自費出版でもこのアニメに関する作品を幾つか発表している。
以後、商業誌、自費出版平行して創作活動を続行。「コンバットコミック」「ガロ」等で作品を発表する。
2001年1月より少年画報社「月刊OURs LITE」にて「絶望影男シリーズ」開始。2003年3月からは幻冬舎コミックス「コミックバーズ」に掲載続行。2003年3月に「絶望影男シリーズ」最初の単行本『晴れた日に絶望が見える』が幻冬舎コミックスより発刊。「希望なき現代に生きる日本男子の姿を影男に投射、ファシストの美少女に隷属する様を描く」とも評された。翌年、過去のコミックス再編の『あなたの遺産』（2004年）、「絶望影男シリーズ」続編『絶望期の終り』（2005年）が発刊。連載は2008年8月に終了したが2016年1月現在、完結編のコミックス化はされていない。
2016年7月、青林堂より佐藤守原作のコミカライズ作品『STRANGER』が刊行。

## 作品リスト

### 商業漫画単行本
- STRANGER（青林堂2016年）
- 絶望期の終り（幻冬舎コミックス2005年）
- あなたの遺産（幻冬舎コミックス2004年）
- 晴れた日に絶望が見える（幻冬舎コミックス2003年）
- JET STREAM MISSION（日本出版社1995年）
- 風の中央鉄道（電子書籍）
- 快晴旅団（講談社1989年・電子書籍）
- 彼女たちのカンプクルッペ（大和書房1987年）

### 自費出版本
- 偏西風'78（自費出版／あびゅうきょ工房1994年）
- 海からの風（自費出版／あびゅうきょ工房1997年）

他自費出版多数。

### 共著本
- 秘録太平洋戦史〜いま明かされる驚愕の戦中秘話〜
- コミックエデンVol.1
- 米韓連合軍VS.北朝鮮軍〜第2次朝鮮戦争〜
- パイク弐号
- 失楽園
- 極秘四号機消滅中
- エヴァンゲリオン四コマ全集